# Золотий м'яч 2017
«Золотий м'яч 2017»

7 грудня 2017
Найкращий футболіст світу: 
 Кріштіану Роналду
 (вп'яте)

← 2016 * Золотий м'яч * 2018 →
Золотий м'яч 2017 року — 62-ге щорічне вручення нагороди найкращому футболісту світу за підсумками опитування від журналу «Франс Футбол». Церемонія нагородження відбулася 7 грудня 2017 року.

## Процедура голосування
Участь у голосуванні взяли 176 спортивних журналістів, що представляли ЗМІ своїх країн з усіх 6 футбольних конфедерацій світу.
Перед проведенням опитування журналістами «Франс Футбол» був складений попередній список із 30 претендентів на нагороду та оприлюднений 9 жовтня 2017 року.
Кожен із членів журі обирав п'ятьох футболістів, які, на його думку, є найкращими гравцями світу. За перше місце нараховували 6 очок, за друге — чотири, за третє — три, за четверте — два, за п'яте — одне очко. Переможець максимально міг отримати 1056 очок.
Представник від України (спортивний журналіст Ігор Лінник) включив у свою анкету наступних гравців: 1 — Кріштіану Роналду; 2 — Джанлуїджі Буффон; 3 — Неймар; 4 — Ліонель Мессі; 5 — Серхіо Рамос.
Результати голосування були опубліковані 8 грудня 2017 року в журналі France Football (№ 3736).

## Підсумки голосування
Володарем нагороди вдруге поспіль став 32-річний португальський нападник мадридського «Реал» Кріштіану Роналду, який у тому ж році у складі свого клубу став переможцем Ліги чемпіонів та найкращим бомбардиром турніру.
Друге місце посів аргентинець Ліонелем Мессі, третє — нападник «Парі Сен-Жермен» та збірної Бразилії Неймар.
Цей трофей став п'ятим у кар'єрі Кріштіану Роналду, і він зрівнявся за цим показником з Ліонелем Мессі.
| Місце | Гравець              | Клуб                      | Країна               | Очки | %      | Місця | Місця | Місця | Місця | Місця | К-ть голосів |
| Місце | Гравець              | Клуб                      | Країна               | Очки | %      | 1-ше  | 2-ге  | 3-тє  | 4-те  | 5-те  | К-ть голосів |
| ----- | -------------------- | ------------------------- | -------------------- | ---- | ------ | ----- | ----- | ----- | ----- | ----- | ------------ |
| 1     | Кріштіану Роналду    | Реал Мадрид               | Португалія           | 946  | 89.6 % | 133   | 30    | 8     | 1     | 2     | 174          |
| 2     | Ліонель Мессі        | Барселона                 | Аргентина            | 670  | 63.4 % | 34    | 92    | 24    | 11    | 4     | 165          |
| 3     | Неймар               | Барселона Парі Сен-Жермен | Бразилія             | 361  | 34.2 % | 2     | 17    | 67    | 32    | 16    | 134          |
|       |                      |                           |                      |      |        |       |       |       |       |       |              |
| 4     | Джанлуїджі Буффон    | Ювентус                   | Італія               | 221  | 20.9 % | 1     | 16    | 23    | 32    | 18    | 90           |
| 5     | Лука Модрич          | Реал Мадрид               | Хорватія             | 84   | 8 %    | 1     | 4     | 4     | 22    | 6     | 37           |
| 6     | Серхіо Рамос         | Реал Мадрид               | Іспанія              | 71   | 6.7 %  | 1     | 3     | 6     | 9     | 17    | 36           |
| 7     | Кіліан Мбаппе        | Монако Парі Сен-Жермен    | Франція              | 48   | 4.5 %  |       | 1     | 6     | 8     | 10    | 25           |
| 8     | Н'Голо Канте         | Челсі                     | Франція              | 47   | 4.5 %  | 1     | 2     | 3     | 6     | 12    | 24           |
| 9     | Роберт Левандовський | Баварія                   | Польща               | 45   | 4.3 %  |       | 2     | 6     | 3     | 13    | 24           |
| 10    | Гаррі Кейн           | Тоттенгем Готспур         | Англія               | 36   | 3.4 %  | 1     |       | 1     | 8     | 11    | 21           |
|       |                      |                           |                      |      |        |       |       |       |       |       |              |
| 11    | Едінсон Кавані       | Парі Сен-Жермен           | Уругвай              | 32   | 3 %    |       | 2     | 4     | 4     | 4     | 14           |
| 12    | Іско                 | Реал Мадрид               | Іспанія              | 28   | 2.7 %  |       | 2     | 2     | 5     | 4     | 13           |
| 13    | Луїс Суарес          | Барселона                 | Уругвай              | 27   | 2.6 %  |       | 2     | 2     | 4     | 5     | 13           |
| 14    | Кевін Де Брейне      | Манчестер Сіті            | Бельгія              | 25   | 2.4 %  |       | 1     | 2     | 5     | 5     | 13           |
| 15    | Пауло Дибала         | Ювентус                   | Аргентина            | 23   | 2.2 %  |       |       | 1     | 4     | 12    | 17           |
| 16    | Марсело              | Реал Мадрид               | Бразилія             | 21   | 2 %    |       | 1     | 1     | 5     | 4     | 11           |
| 17    | Тоні Кроос           | Реал Мадрид               | Німеччина            | 20   | 1.9 %  |       |       | 4     | 2     | 4     | 10           |
| 18    | Антуан Грізманн      | Атлетіко                  | Франція              | 17   | 1.6 %  |       |       | 2     | 4     | 3     | 9            |
| 19    | Еден Азар            | Челсі                     | Бельгія              | 16   | 1.5 %  |       |       | 1     | 4     | 5     | 10           |
| 20    | Давід де Хеа         | Манчестер Юнайтед         | Іспанія              | 15   | 1.4 %  |       | 1     | 1     | 1     | 6     | 9            |
| 21    | П'єр-Емерік Обамеянг | Боруссія Дортмунд         | Габон                | 14   | 1.3 %  | 1     |       | 1     | 1     | 3     | 6            |
| 21    | Леонардо Бонуччі     | Ювентус Мілан             | Італія               | 14   | 1.3 %  | 1     |       | 2     |       | 2     | 5            |
| 23    | Садіо Мане           | Ліверпуль                 | Сенегал              | 10   | 0.9 %  |       |       | 1     | 2     | 3     | 6            |
| 24    | Радамель Фалькао     | Монако                    | Колумбія             | 9    | 0.9 %  |       |       | 1     | 1     | 4     | 6            |
| 25    | Карім Бензема        | Реал Мадрид               | Франція              | 7    | 0.7 %  |       |       | 1     | 2     |       | 3            |
| 26    | Ян Облак             | Атлетіко                  | Словенія             | 4    | 0.4 %  |       |       | 1     |       | 1     | 2            |
| 27    | Матс Гуммельс        | Баварія                   | Німеччина            | 3    | 0.3 %  |       |       | 1     |       |       | 1            |
| 28    | Едін Джеко           | Рома                      | Боснія і Герцеговина | 2    | 0.2 %  |       |       |       |       | 2     | 2            |
|       |                      |                           |                      |      |        |       |       |       |       |       |              |
| -     | Філіппе Коутінью     | Ліверпуль                 | Бразилія             | 0    |        |       |       |       |       |       |              |
| -     | Дріс Мертенс         | Наполі                    | Бельгія              | 0    |        |       |       |       |       |       |              |

## Цікаві факти
- Розподіл по амплуа серед 28 футболістів згаданих в анкетах наступний: 3 воротарі, 4 захисники, 7 півзахисників та 14 нападників.
- З 28 гравців згаданих в анкетах 19 представляли Європу, 7 — Південну Америку, 2 — Африку.
- Кріштіану Роналду наздогнав Ліонеля Мессі за кількістю нагород найкращого футболіста світу, в обох було по 5 «Золотих м'ячів».
- Кріштіану Роналду здобув свій п'ятий трофей через 9 років після першої перемоги. Португальський футболіст покращив свій рекордний показник, у його найближчого переслідувача Ліонеля Мессі різниця між першим та останнім трофеєм становила 6 років.
- Ліонель Мессі одинадцятий рік поспіль потрапив у трійку найкращих за підсумками опитувань, що було рекордом за кількістю поспіль подіумів. Аргентинець також залишався лідером за сумарною кількістю призових місць (11) в історії «Золотого м'яча», у Кріштіану Роналду було 10 подіумів (з них — 7 поспіль), їхні найближчі переслідувачі Мішель Платіні та Франц Бекенбауер мали по 5 подіумів.
- Кріштіану Роналду набрав 946 із 1056 можливих очок, що становить 89,58 % максимально можливої кількості, і цей показник входив у лише двадцятку найкращих за історію вручення трофею «Золотий м'яч». У 2008 році португалець мав кращий результат — 92,91 % очок (446 з 480), а рекордний показник був показаний у 2009 році Ліонелем Мессі — 98,54 % (473 з 480).
- 174 зі 176 респондентів включили Кріштіану Роналду в свої анкети, 133 з них на перше місце. Лише представники Шрі-Ланки та Туркменістану не «помітили» португальця.
- Неймар вдруге за останні три роки потрапив у трійку найкращих за підсумками опитувань.
- Кріштіану Роналду завоював сьомий трофей для Португалії. Португалія наздогнала багаторічних лідерів за кількістю трофеїв Німеччину та Нідерланди, у Франції було по 6 нагород, Італії, Англії, Бразилії та Аргентини — по 5, в Іспанії та СРСР — було по 3 нагороди.
- 28 згаданих в анкетах футболістів представляли 17 країн, зокрема: Францію — 4, Іспанію — 3, Аргентину, Бельгію, Бразилію, Італію, Німеччину та Уругвай — по 2, Португалію, Англію, Боснію і Герцеговину, Габон, Колумбію, Польщу, Сенегал, Словенію та Хорватію — по 1 гравцю.
- 32 роки поспіль в заліку опитувань відсутні представники Угорщини, які до того були постійними учасниками опитувань. Також протягом 30 років поспіль відсутні представники Шотландії, 23 — Австрії, 21 — Швейцарії, 16 — Данії.
- Вперше з 1993 року в заліку опитування не було представників Іспанії. До цього іспанські гравці згадувалися в анкетах респондентів протягом 22 років поспіль.
- Бразильські футболісти були представлені в усіх заліках опитувань починаючи з 1995 року відколи «Франс Футбол» розширив географію нагороди. Відтоді бразильські гравці згадувалися в анкетах респондентів протягом 23 років, що було найдовшою поточною серію, другу найдовшу серію мали представники Португалії — 19 років поспіль. Загалом за історію вручення нагород рекордний показник належить Німеччині — 47 років поспіль (1957 — 2003).
- Усього за 62 роки вручення нагороди найчастіше згадувалися в анкетах хоча б одного разу футболісти Німеччини — у 58 опитуваннях, футболісти Франції згадувалися у 56 опитуваннях, Італії — у 55, Іспанії — у 54, Англії — у 53, Португалії — у 44, Нідерландів — у 43, Швеції — у 39, Югославії — у 30, СРСР — у 29, Бельгії — у 28, Данії — у 24, Шотландії, Уельсу, Бразилії та Болгарії — у 23, Угорщини та Аргентини — у 20 опитуваннях.
- Німецькі футболісти найчастіше потрапляли в загальний залік опитувань — 200 разів, італійські — 176, англійські — 142, французькі — 137, іспанські — 127, нідерландські — 100, португальські — 72, радянські — 66, бразильські — 65, шведські — 55, угорські — 50, югославські — 46, данські — 44, бельгійські — 43 рази.
- У 21-й раз лауреатом трофею став представник іспанської першості. Іспанський чемпіонат зміцнив лідерство за цим показником, у італійської першості — було 18 трофеїв, у німецької першості — 9, англійської — 6 трофеїв.
- Вдесяте лауреатом опитування став футболіст мадридського «Реала». До Кріштіану Роналду (чотири трофеї), це також вдавалося Альфредо Ді Стефано (1957, 1959), Раймону Копа (1957), Луїшу Фігу (2000), Роналду (2002) та Фабіо Каннаваро (2006).
- Мадридський «Реал» залишився на другому місці за кількістю виграних його гравцями трофеїв «Золотий м'яч». Лідером серед клубів за кількістю «Золотих м'ячів» залишалася «Барселона» — 11 трофеїв, у мадридського «Реала» було 10 нагород, у «Мілана» та «Ювентуса» — по 8, 5 — у «Баварії», 4 — у «Манчестер Юнайтед».
- Всього в анкетах були згадані гравці з 15 клубів, зокрема: мадридського «Реала» — 7, «Парі Сен-Жермен» — 3, «Атлетіко», «Баварії», «Барселони», «Челсі» та «Ювентуса» — по 2, дортмундської «Боруссії», «Манчестер Юнайтед», «Ліверпуля», «Мілана», «Манчестер Сіті», «Спортінга», «Монако», «Роми» та «Тоттенгем Готспур» — по 1 футболісту.
- Всього за 62 роки проведення опитувань в анкетах загалом були згадані 720 футболістів зі 195 клубів. Футболісти «Ювентуса» та мадридського «Реала» були згадані хоча б одного разу у 50 опитуваннях, «Барселони» — у 48, «Манчестер Юнайтед» та «Баварії» — у 44, «Інтернаціонале» та «Мілана» — у 39, «Ліверпуля» — у 26, «Аякса» та «Арсенала» — у 21, «Тоттенгем Готспур» — у 20, «Фіорентіни» — у 19, «Кельна» — у 17, «Олімпік» (Марсель), «Роми» та «Челсі» — у 16, «Црвени Звезди» та «Бенфіки» — у 15, празької «Дукли», «Гамбурга» та київського «Динамо» — у 14 опитуваннях.
- Лідером за кількістю футболістів, які фігурували за історію опитувань щотижневика «Франс Футбол» був мадридський «Реал» — 52 гравці, «Барселону» представляли 48 гравців, «Ювентус» — 43, «Манчестер Юнайтед» — 40, «Мілан»  — 36, «Баварію» — 31, «Інтернаціонале» — 29, «Ліверпуль» — 23, «Аякс» — 21, «Арсенал» — 18, «Челсі» — 17, «Лаціо» — 14, «Кельн» та марсельський «Олімпік» — по 13, київське «Динамо» — 12 футболістів.
- Вперше в анкетах респондентів були згадані 11 футболістів, зокрема: Кіліан Мбаппе, Н'Голо Канте, Гаррі Кейн, Іско, Пауло Дибала, Марсело, Давід де Хеа, Леонардо Бонуччі, Садіо Мане, Ян Облак та Матс Гуммельс.
- Загалом 720 згаданих в анкетах гравців за історію проведення опитувань були представниками 55 країн. Лідерами за кількістю таких футболістів були Німеччина — 66, Італія — 60 та Англія — 57 гравців. У десятку лідерів також входили Франція — 56, Іспанія — 53, Нідерланди — 38, СРСР — 29, Португалія — 26, Югославія (Сербія та Чорногорія) та Бразилія — по 25 гравців.
- Кріштіану Роналду зміцнив лідерство за кількістю потраплянь у заліки опитувань — 14, у Ліонеля Мессі, Франца Бекенбауера та Йоган Кройфа було по 12 потраплянь у заліки опитувань, у Еусебіу, Мішеля Платіні, Зінедіна Зідана, Паоло Мальдіні та Златана Ібрагімовича — по 11, у Льва Яшина, Джанні Рівери, Герда Мюллера та Мікаеля Лаудрупа — по 10, у Боббі Чарлтона, Сандро Маццоли, Тьєррі Анрі та Джанлуїджі Буффона — було по 9 потраплянь.
- Ліонель Мессі водинадцяте потрапив у п'ятірку найкращих за підсумками опитувань. Аргентинець вийшов у лідери за цим показником, Франц Бекенбауер та Кріштіану Роналду мали по 10 потраплянь у чільну п'ятірку, Мішель Платіні — 8, Йоган Кройф — 7, Еусебіу та Зінедін Зідан — по 6, а також Карл-Гайнц Румменігге, Луїс Суарес, Андрій Шевченко, Тьєррі Анрі та Хаві Ернандес — по 5 разів.
- Ліонель Мессі та Кріштіану Роналду наздогнали Франц Бекенбауер також за кількістю потраплянь у 10-ку найкращих — в усіх по 11 разів, за ними розташовувалися Мішель Платіні та Йоган Кройф — по 9, Еусебіу, Джанні Рівера та Герд Мюллер — по 8, Боббі Чарлтон, Карл-Гайнц Румменігге, Зінедін Зідан та Тьєррі Анрі — по 7 разів.